# Sho'nuff Records
Sho'nuff Records är ett amerikanskt skivbolag bildat av Jazze Pha år 2003. Ciara var tidigare en av bolagets artister och förblir den mest framgångsrika. Sno'nuff distribueras av Capitol, Atlantic, LaFace och Warner Bros.

## Artister
- Big Zak
- Cherish
- Jazze Pha - Atlantic Records
- Jody Breeze - Block Entertainment
- Nephu